# 動的核偏極法
動的核偏極法 (どうてきかくへんきょくほう 英: Dynamic nuclear polarization method、動的核分極法、DNP法とも) はスピン偏極を電子から原子核へと移動させることにより、電子スピンと同じ程度まで核スピンを揃える手法である。ある温度、ある強度の磁場下において熱平衡にある電子スピンの揃い方はボルツマン分布に従うが、様々な方法でこの値よりも高度に揃えることも可能である。例えば、化学反応（化学誘起DNP, CIDNP）や光ポンピング、スピン注入などの方法がある。動的核偏極法は超偏極を実現する技術の一つとされている。 固体中において、放射損傷により生じる不対電子を利用して誘起されることもある。
電子スピン偏極が熱平衡値から乖離している場合、電子・原子核間の交差緩和およびスピン状態混合を通じて自発的にスピン偏極が移動する。例えば、ホモリシス反応の後には偏極移動が自発的に生じる。一方、電子スピン系が熱平衡にある場合、偏極移動を起こすには電子スピン共鳴周波数に近いマイクロ波の継続的な照射が必要となる。特に、マイクロ波駆動動的核偏極過程の機構はオーバーハウザー効果 (OE)、固体効果 (SE)、交差効果 (CE)、熱的混合 (TM) に分類される。
初の動的核偏極実験は1950年代初頭に低磁場下で行われたが、近年に至るまで適切な周波数で動作できるマイクロ波（もしくはテラヘルツ波）源が無かったため、高周波・高磁場NMRにおいてしか応用できていなかった。現在では、そのような光源が既製品として入手可能であり、特に高解像度固体NMR分光による構造決定の分野では動的核偏極法が欠かせないものとなっている。

## 動的核偏極機構

### オーバーハウザー効果
動的核偏極は、オーバーハウザー効果の考え方を用いて初めて実現された。この効果は、電子スピン遷移がマイクロ波照射によって飽和している際に、金属中および遊離基における核スピン準位の占有率が摂動を受けるというものである。これは電子と核の間の確率論的相互作用によるものである。「動的」という語は最初はこの偏極移動過程における時間依存性とランダムな相互作用を強調するものであった。
動的核偏極現象は1953年、アルバート・オーバーハウザーにより理論的に予言され、最初はノーマン・ラムゼー、フェリックス・ブロッホ他、当時の高名な物理学者から「熱力学的に有り得そうもない」として批判を浴びた。同年にカーバーとスリヒターによる実験的確認がなされ、ラムゼーからオーバーハウザーへの侘び状が届けられた。
動的核偏極の原因である電子・核間のいわゆる交差緩和は、電子・核の超微細カップリングの回転・並進変調により引き起こされる。この過程を説明する理論は、根本的にはスピンの密度行列に対するフォン・ノイマン方程式の二次の時間依存摂動解に基いている。
オーバーハウザー効果は時間依存電子・核相互作用に因っているが、他の偏極機構は時間非依存電子・核相互作用に因るものである。

### 固体効果
固体効果動的核偏極機構を示す最も単純なスピン系は電子・核スピン対である。この系のハミルトニアンは
H0 = ωeSz + ωnIz + A∙SzIz + B∙SzIx
の様に書ける。これらの項はそれぞれ、外場磁場との電子および核ゼーマン相互作用と、超微細相互作用を表わしている。S と I はそれぞれ電子と核のゼーマン基底を用いたスピン演算子で（単純のためスピン 1/2 を考える）、 ωe と ωn はそれぞれ電子と核のラーモア周波数、A と B はそれぞれ超微細相互作用の永年成分と擬永年成分を表わす。単純の為、|A|,|B|<<|ωn| の場合のみを考えることにすると、A はスピン系の発展にほとんど影響しない。動的核偏極中には周波数 ωMW で強度 ω1 のマイクロ波を照射するので、回転系におけるハミルトニアンは次のように与えられる。
H = ΔωeSz + ωnIz + A∙SzIz + B∙SzIx + ω1Sx
ここで Δωe=ωe-ωMW である。マイクロ波照射は、ωMW が ωe に近い場合はを1量子遷移（許容遷移）により励起することができ、電子のスピン偏極が失われる。加えて、超微細相互作用の B 項により引き起こされる小さな状態混合により、ωMW = ωe ± ωn に近い放射の場合電子・核環で0量子もしくは2量子遷移（禁制遷移）が起こりうる。これらの遷移への有効マイクロ波照射はおおよそ  ω1∙B/2ωn により与えられる。

#### 固定試料の場合
電子・核2スピン系の単純な描写によれば、固体効果は電子・核相互反転（0量子および2量子と呼ばれる）が緩和の存在下におけるマイクロ波照射により励起されるときに生じる。この種の遷移はマイクロ波励起の遷移モーメントは電子・核相互作用の二次効果の帰結であり、一般的には遷移が弱いため、有意な遷移を得るためにはマイクロ波強度をより強くする必要があり、かつ遷移強度は外部磁場 B0 の増加により減少してしまう。結果として、固体効果動的核偏極による増強は、緩和パラメータを全て一定に保った場合 B0−2 でスケールする。一旦この遷移が励起されて緩和が進行中のとき、核双極子ネットワークを通じて磁化は「バルク」核（NMR実験により検知される核の大部分）全体に拡がる。この偏極機構は励起マイクロ波周波数が対象の2スピン系の電子ラーモア周波数から核ラーモア周波数分だけ上下にシフトする場合に最適化される。周波数シフトの方向は動的核偏極増強の符号に対応する。固体効果はほとんどの場合に存在するが、関係する不対電子のEPRスペクトルの幅が対応する核のラーモア周波数よりも小さい場合により容易に観測できる。

#### マジック角試料回転の場合
マジック角回転動的核偏極 (MAS-DNP) の場合、機構は違うがやはり2スピン系を用いて理解することができる。核の偏極過程はやはりマイクロ波照射により2量子もしくは0量子遷移が励起される場合に生じるが、試料が回転しているという事実のため、この条件は毎回転ごとに短時間ずつしか満たされず、周期的に生じることになる。この条件での動的核偏極過程は固定試料の場合のように継続的にではなくステップ的に引き起こされる。

### 交差効果

#### 固定試料の場合
交差効果には、高偏極源として二つの不対電子が必要とされる。特別な条件が満たされない限り、このような3スピン系は固体効果型の偏極しか起こすことができない。しかし、二つの電子の共鳴周波数の差が核ラーモア周波数と一致し、かつ二つの電子が双極子カップリングされている場合には別の機構による偏極が生じ、これを交差効果と呼ぶ。このような場合、動的核偏極過程は許容遷移（1量子遷移）の結果として生じ、そのためマイクロ波照射の強度は固体効果の場合ほど強くなくてもよい。実用上、適切なEPR周波数差を実現するにはg-異方を持つ常磁性種の向きをランダム化する。二つの電子の周波数差は標的核のラーモア周波数に等しくなくてはならないから、交差効果は不均一にブロード化したEPR線が核ラーモア周波数よりも広くなった場合にのみ生じる。この線幅は外部磁場 B0 に比例するため、総体としての動的核偏極効率（核偏極の増強）は B0−1 でスケールする。このことは緩和時間が一定に保たれる限りにおいて成り立つ。通常はより強い磁場にするほど緩和時間は長くなるため、これにより線幅のブロード化の減少が部分的に補償されることもある。実用上、ガラス試料中では二つの双極子カップリングした電子がラーモア周波数ぶんだけ離れている確率は非常に低い。それでも、この機構は非常に効率的で、この効果のみでも固体効果と共にでも実験的に観測することができる。

#### マジック角試料回転の場合
交差効果の MAS-DNP 機構はエネルギー準位の時間依存性のために固定試料の場合から大きく変化する。単純な3スピン系を考えると、交差効果の機構が固定試料の場合とMASの場合で異ることを実証できる。交差効果はEPR 1量子遷移、電子双極子反交差および交差効果縮退条件の関わる非常に高速な多段過程の帰結である。最も単純な場合では MAS-DNP 機構は1量子遷移に後続する交差効果縮退条件、および電子双極子反交差に後続する交差効果縮退条件の組み合わせにより説明できる。
このため、この場合は交差効果の定常磁場への依存性は B0−1 でスケールしなくなり、固体効果よりも相当に効率的になる。

### 熱的混合
熱的混合は電子スピン集合と核スピン集合の間のエネルギー交換現象であり、複数の電子スピンを用いて高度の核偏極を起こす現象だと考えられる。電子スピンアンサンブルは、電子間相互作用がより強いため、総体として振る舞う。強い相互作用は、関連する常磁性種のEPR線を均質にブロード化する。線幅が核ラーモア周波数に近い場合に、電子から核への偏極移動は最適化される。この最適化は埋め込まれた3スピン（電子・電子・核）過程によるゼーマン相互作用のエネルギーを保存するカップリングされた3つのスピンの相互反転に関連している。EPR線に付随する不均一成分のため、この機構の動的核偏極による増強は B0−1 でスケールする。

### レビュー論文
- Kenichiro Tateishi; Makoto Negoro; Akinori Kagawa; Masahiro Kitagawa (2013). “Dynamic nuclear polarization with photoexcited triplet electrons in a glassy matrix” (PDF). Angewandte Chemie 125:  13549-13552.
- Ni, Qing Zhe (2013). “High Frequency Dynamic Nuclear Polarization”. Accounts of Chemical Research 46 (9):  1933–41. doi:10.1021/ar300348n. PMID 23597038.
- Sze, Kong Hung (2011). “Dynamic Nuclear Polarization: New Methodology and Applications”. NMR of Proteins and Small Biomolecules. 326. pp. 215. doi:10.1007/128_2011_297. ISBN 978-3-642-28916-3.
- Miéville, Pascal (2011). “NMR of Insensitive Nuclei Enhanced by Dynamic Nuclear Polarization”. CHIMIA International Journal for Chemistry 65 (4):  260. doi:10.2533/chimia.2011.260.
- Günther, Ulrich L. (2011). “Dynamic Nuclear Hyperpolarization in Liquids”. Modern NMR Methodology. 335. pp. 23. doi:10.1007/128_2011_229. ISBN 978-3-642-37990-1.
- Atsarkin, V A (2011). “Dynamic nuclear polarization: Yesterday, today, and tomorrow”. Journal of Physics: Conference Series 324:  012003. Bibcode: 2011JPhCS.324a2003A. doi:10.1088/1742-6596/324/1/012003.
- Lingwood, Mark D. (2011). Solution-State Dynamic Nuclear Polarization. 73. pp. 83. doi:10.1016/B978-0-08-097074-5.00003-7. ISBN 978-0-08-097074-5.
- Robert G, Griffin (2010). “Spectroscopy: Clear signals from surfaces”. Nature 468 (7322):  381-382. doi:10.1038/468381a.
- Maly, Thorsten (2008). “Dynamic nuclear polarization at high magnetic fields”. The Journal of Chemical Physics 128 (5):  052211. Bibcode: 2008JChPh.128e2211M. doi:10.1063/1.2833582. PMC 2770872. PMID 18266416.
- Kemsley, Jyllian (2008). “Sensitizing Nmr”. Chemical & Engineering News 86 (43):  12. doi:10.1021/cen-v086n043.p012.
- Barnes, A. B. (2008). “High-Field Dynamic Nuclear Polarization for Solid and Solution Biological NMR”. Applied Magnetic Resonance 34 (3–4):  237–263. doi:10.1007/s00723-008-0129-1. PMC 2634864. PMID 19194532.
- Abragam, A (1978). “Principles of dynamic nuclear polarization”. Reports on Progress in Physics 41 (3):  395. Bibcode: 1978RPPh...41..395A. doi:10.1088/0034-4885/41/3/002.
- Goertz, S.T. (2004). “The dynamic nuclear polarization process”. Nuclear Instruments and Methods in Physics Research Section A: Accelerators, Spectrometers, Detectors and Associated Equipment 526:  28. Bibcode: 2004NIMPA.526...28G. doi:10.1016/j.nima.2004.03.147.
- Atsarkin, V A (1978). “Dynamic polarization of nuclei in solid dielectrics”. Soviet Physics Uspekhi 21 (9):  725. Bibcode: 1978SvPhU..21..725A. doi:10.1070/PU1978v021n09ABEH005678.
- Wind, R.A. (1985). “Applications of dynamic nuclear polarization in 13C NMR in solids”. Progress in Nuclear Magnetic Resonance Spectroscopy 17:  33. doi:10.1016/0079-6565(85)80005-4.

### 書籍
- Carson Jeffries (1963). Dynamic Nuclear Orientation. New York: Interscience Publishers
- Anatole Abragam; Maurice Goldman (1982). Nuclear Magnetism: Order and Disorder. New York: Oxford University Press
- Tom Wenckebach (2016). Essentials of Dynamic Nuclear Polarization. The Netherlands: Spindrift Publications
- Lars T. Kuhn, editor ; with contributions by Ü. Akbey ... [et al.] (2013). Hyperpolarization methods in NMR spectroscopy. Berlin: Springer. ISBN 978-3-642-39728-8

### 特集号
- “Dynamic Nuclear Polarization: New Experimental and Methodology Approaches and Applications in Physics, Chemistry, Biology and Medicine”, Appl. Magn. Reson. 34 (3-4), (2008), doi:10.1007/s00723-008-0137-1
- “High field dynamic nuclear polarisation - the renaissance”, Phys. Chem. Chem. Phys. 12 (22), (2010), doi:10.1039/C0CP90019B